# Peri
Peri – miejscowość i gmina we Francji, w regionie Korsyka, w departamencie Korsyka Południowa.
Według danych na rok 1999 gminę zamieszkiwały 1140 osoby, a gęstość zaludnienia wynosiła 48 osób/km².